# Na und?! (Udo-Jürgens-Lied)
Na und?! ist ein Schlager des österreichischen Sängers Udo Jürgens aus dem Jahr 1991.

## Entstehung und Veröffentlichung
Das Lied wurde vom Interpreten selbst zusammen mit Thomas Spitzer von der Ersten Allgemeinen Verunsicherung geschrieben. Jürgens zeichnete darüber hinaus mit Peter Wagner für die Produktion verantwortlich.
Die Erstveröffentlichung von Na und?! erfolgte als Teil von Jürgens’ Studioalbum Geradeaus! am 7. Oktober 1991 bei Ariola. Im selben Monat erschien das Lied als Singleauskopplung aus dem Album. Diese erschien als 7″-Single mit der B-Seite Marathon-Mann (endlich Liebe) sowie als CD-Maxi-Single, die um den dritten Titel Fehlbilanz (zuwenig und zuviel) erweitert wurde. Jürgens und Spitzer präsentierten den Titel am 10. Oktober 1991 erstmals gemeinsam in der ZDF-Rateshow Die bessere Hälfte.

## Inhalt
Der Liedtext ist satirisch angelegt. Es werden verschiedene unangenehme Situationen beschrieben, wie u. a. ein verstorbener Goldhamster, ein verlorener Job, Schulden, eine erpressende Geliebte und von der Ehefrau verlassen zu werden. Als Reaktion solle man sich stets denken: „Na und?! Na und?! Zum Durchdreh′n noch lange kein Grund! Wer schwarz sieht, der sieht selten bunt.“ Zum Schluss wird eine Situation beschrieben, in dem sich nach einem unerwarteten Lottogewinn diejenigen Menschen, die sich zuvor abgewandt haben, wieder an einen „erinnern“. Hier wird geraten, zu antworten: „Na und?! Na und?! Zum Teilen seh ich jetzt keinen Grund.“

## Charts und Chartplatzierungen
| ChartsChartplatzierungen | Höchstplatzierung | Wochen |
| ------------------------ | ----------------- | ------ |
| Deutschland (GfK)        | 53 (12 Wo.)       | 12     |